# Liste der denkmalgeschützten Objekte in Salzburg-Siezenheim
Die Liste der denkmalgeschützten Objekte in Salzburg-Aigen enthält die denkmalgeschützten, unbeweglichen Objekte der Salzburger Katastralgemeinde Siezenheim II.

## Denkmäler
| Foto |                 | Denkmal                                                                              | Standort                                         | Beschreibung | Metadaten |
| ---- | --------------- | ------------------------------------------------------------------------------------ | ------------------------------------------------ | --- | --- |
| ja   | Datei hochladen | Kath. Pfarrkirche Taxham und Teil des Pfarrzentrums HERIS-ID: 52987 Objekt-ID: 60757 | Kleßheimer Allee 91 Standort KG: Siezenheim II   | Die Kirche mit Zeltdach und freistehendem Turm wurde 1966–1968 errichtet.                                        | BDA-Hist.: Q105645846 Status: § 2a Stand der BDA-Liste: 2025-06-30 Name: Kath. Pfarrkirche Taxham und Teil des Pfarrzentrums GstNr.: 324/69, 324/72 Pfarrkirche Salzburg-Taxham |
| ja   | Datei hochladen | Evang. Pfarrkirche A.B. Taxham, Matthäuskirche HERIS-ID: 71404 Objekt-ID: 84588      | Martin-Luther-Platz 1 Standort KG: Siezenheim II | Die Kirche mit Zeltdach freistehendem Glockenturm und einem als Kreuz gestalteten Eingang wurde 1969 eingeweiht. | BDA-Hist.: Q105646542 Status: § 2a Stand der BDA-Liste: 2025-06-30 Name: Evang. Pfarrkirche A.B. Taxham, Matthäuskirche GstNr.: 324/330 Matthäuskirche Salzburg-Taxham          |